# Ливингстън (окръг, Кентъки)
Вижте пояснителната страница за други значения на Ливингстън.
Окръг Ливингстън (на английски: Livingston County) е окръг в щата Кентъки, Съединени американски щати. Площта му е 886 km², а населението - 9804 души (2000). Административен център е град Смитланд.